# 10430 Martschmidt
10430 Martschmidt (4030 P-L) là một tiểu hành tinh vành đai chính.